# Högberga vinfabrik

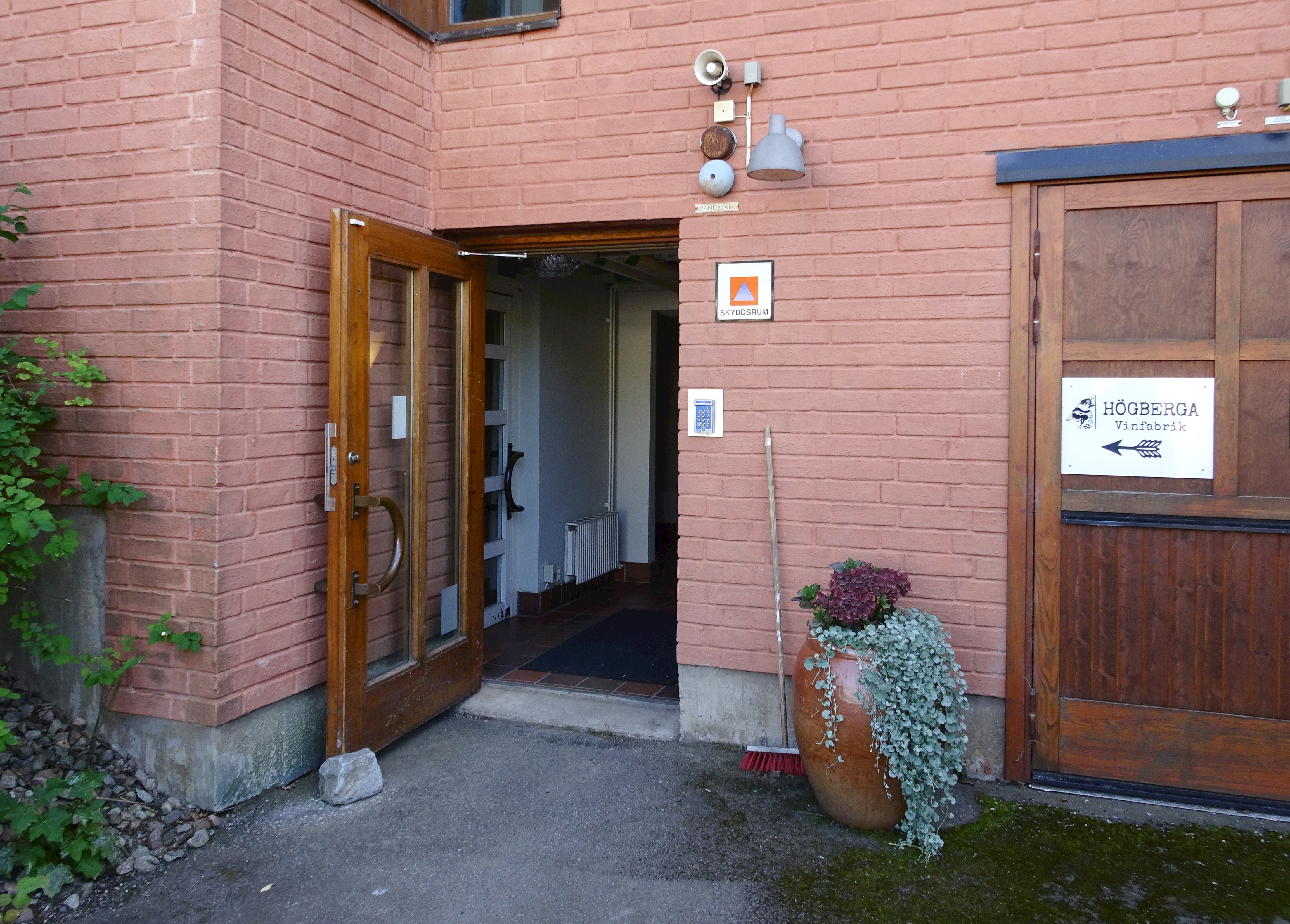
Entré till Högberga vinfabrik.

Högberga vinfabrik är en svensk vintillverkare som har sina lokaler i Högberga gård i Brevik, Lidingö kommun. Verksamheten startade år 2004 i Tyresö och flyttade 2009 till Lidingö.

## Historik
Initiativet till en vinfabrik på Högberga för viner från Toscana togs av Per Hallgren, Johan Hjort och Johan Zälle. Johan Hjort är ägare och VD för Högberga gård medan Per Hallgren och Johan Zälle är vinmakare. Idén att försöka tillverka vin i Sverige med importerade druvor föddes 2004. Fram till och med 2009 tillverkades vinet i ett garage i Tyresö. Därefter flyttades verksamheten till Lidingö. Högberga vinfabrik ligger i källarvåningen av Högberga gårds ”Stora flygeln”.  

### Interiörbilder

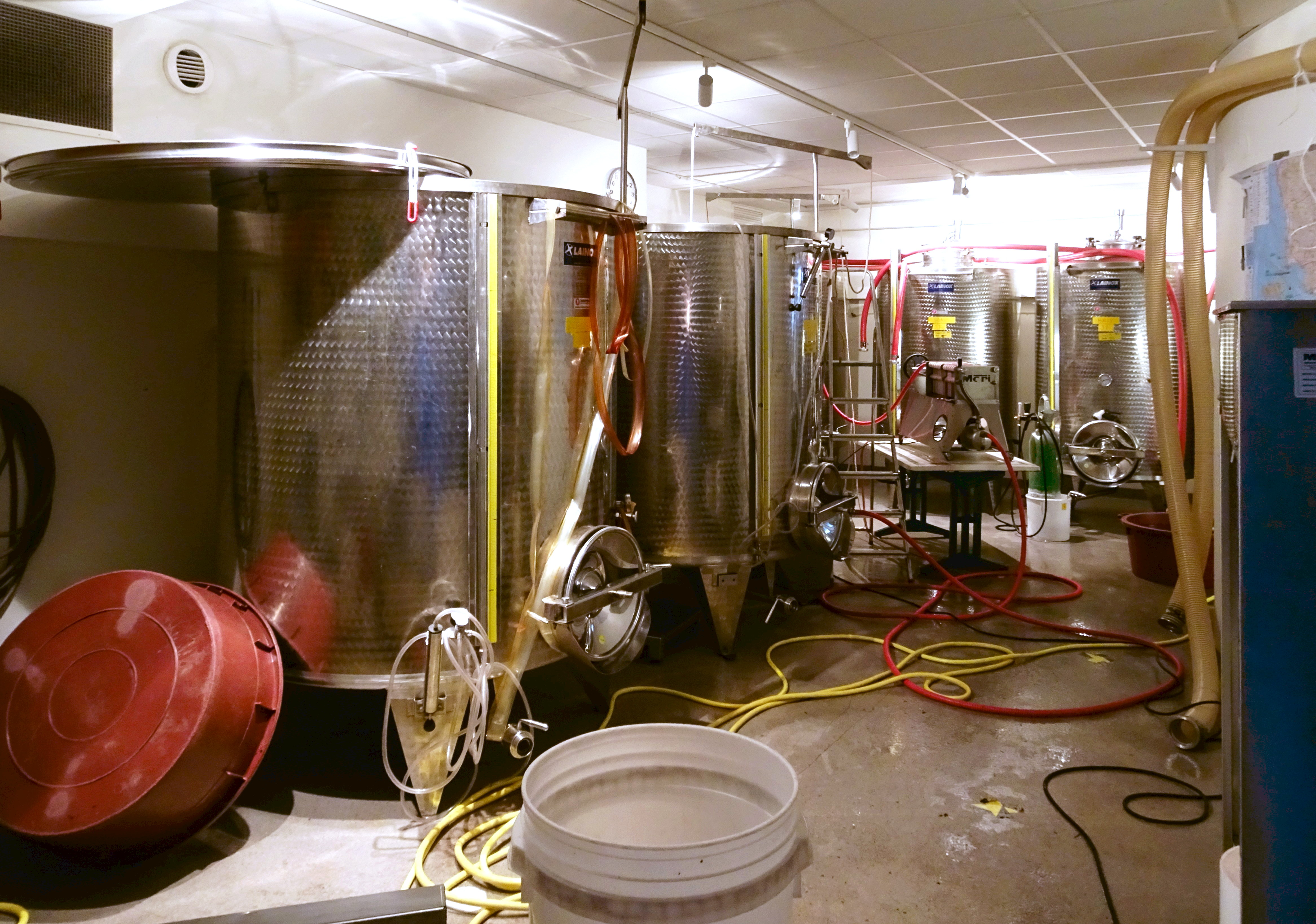
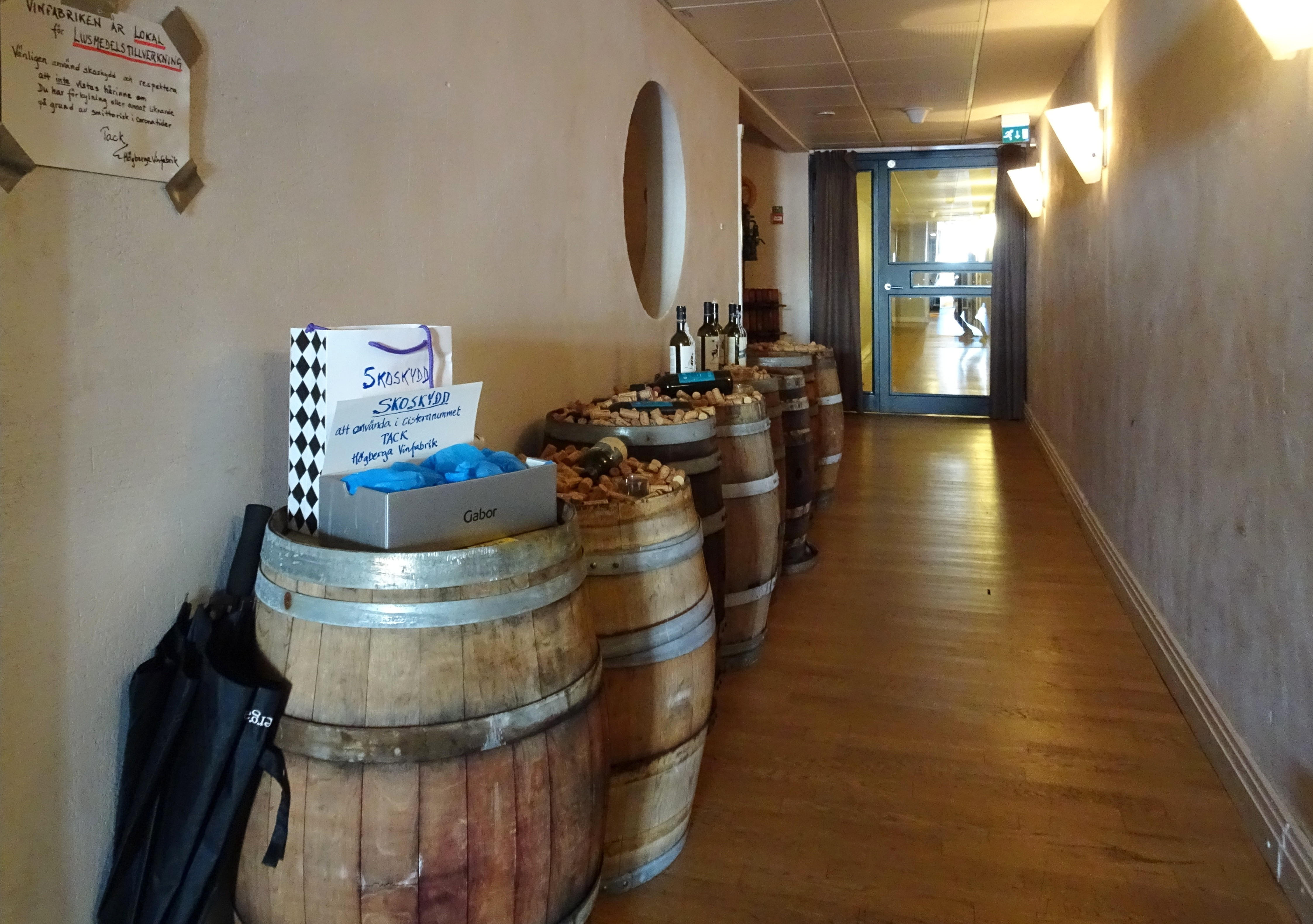
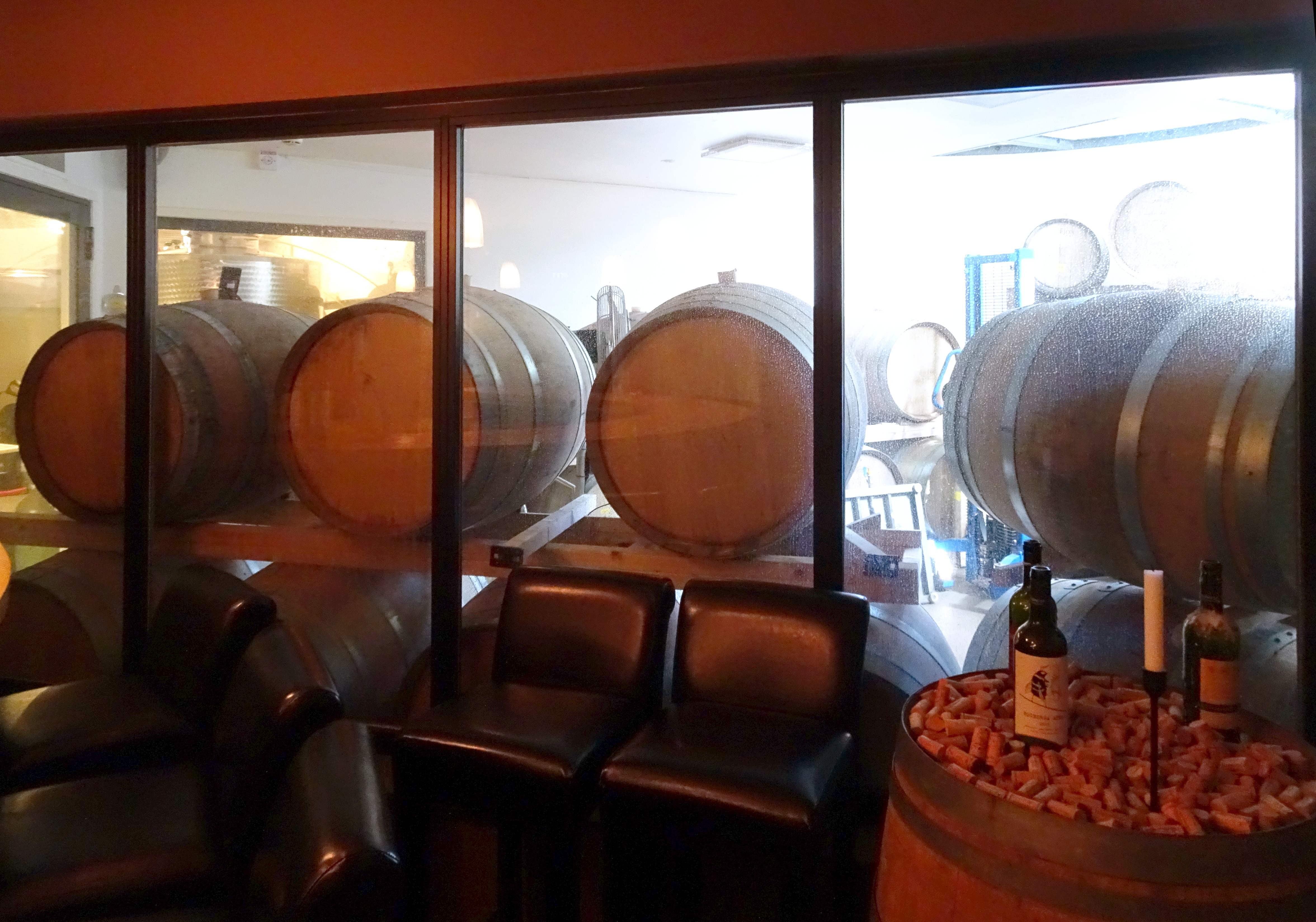
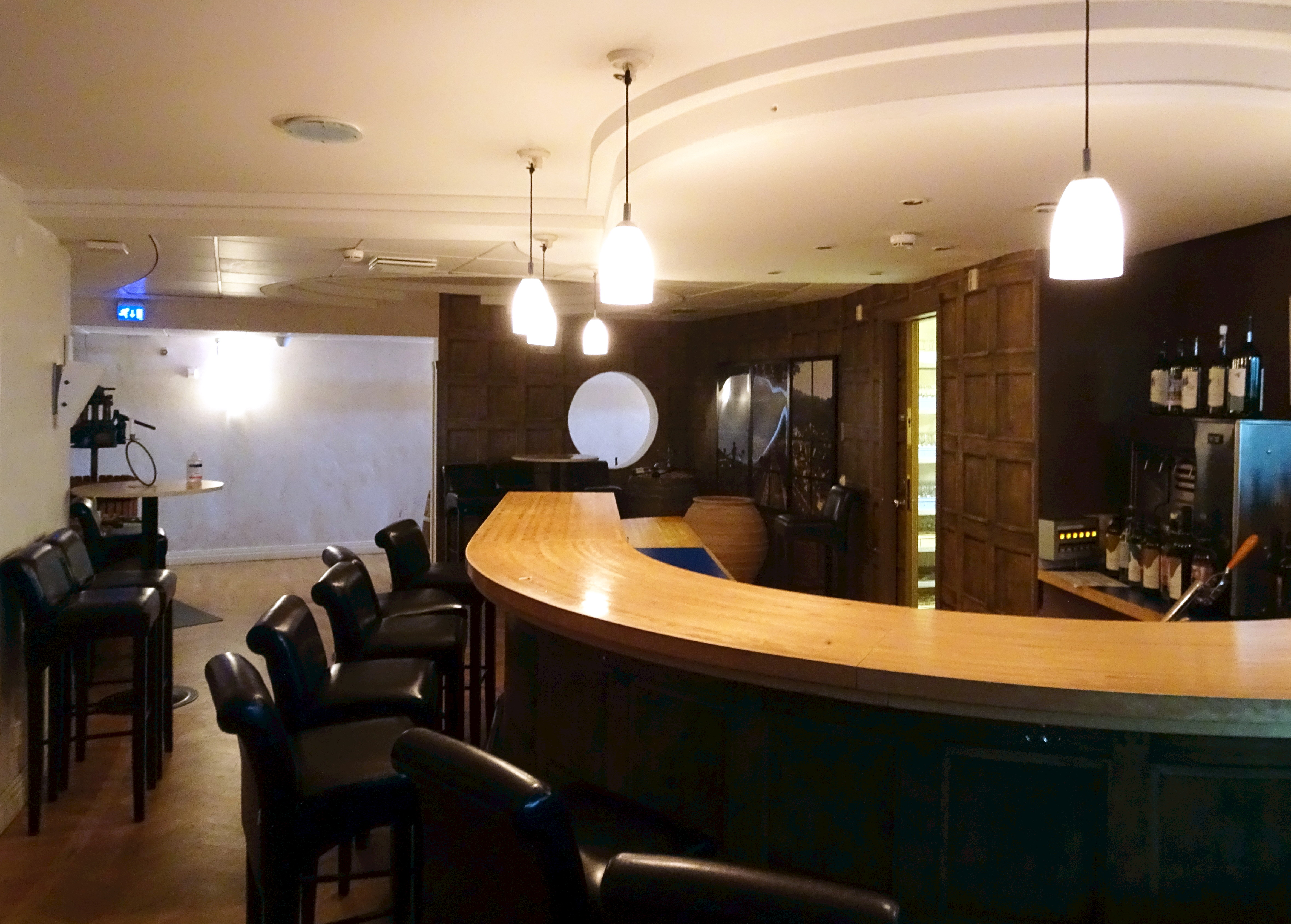

## Produktion
Druvorna av sorten Cabernet Sauvignon, Merlot, Petit verdot och Sangiovese (samtliga röda) plockas på två utvalda vingårdar i Maremma vid den toskanska västkusten och transporteras i kylbilar till Sverige. Transporten tar tre dygn och kan omfatta omkring 10 ton druvor årligen. På Högberga sker sedan vinifieringen med lagring på ekfat i 12-15 månader och lagring på butelj under ytterligare 12 månader. Vinernas kvalitet övervakas av en italiensk oenolog. Försäljningen sker via Systembolaget. År 2020 producerades 7 500 flaskor toskanskt vin.

## Produkter (urval)
- Högberga Merlot 2016
- Högberga Rosé 2019
- Högberga Mersan 2017
- Högberga Lajla 2015
- Högberga Cab 2016
- Högberga Petit Verdot 2017
- Högberga San 2014